# Zmajevo
Zmajevo (v srbské cyrilici Змајево) je sídlo v Srbsku, administrativně součástí opštiny Vrbas. Nachází se v autonomní oblasti Vojvodině, v její centrální části, přibližně mezi Suboticí a Novým Sadem. Obcí prochází železniční trať Bělehrad–Subotica a dálnice A1.
Zmajevo vzniklo na místě starší vesnice (doložené poprvé ve 13. století s názvem Ker) jako německá obec v rámci kolonizace dolních Uher v 18. století. Po druhé světové válce bylo dosídleno Srby a Černohorci a Němci byli vyhnáni. V regionu je dnes známé díky okolním rybníkům bohatým na kapry a další ryby.